# Josefine Koebe
Josefine Koebe ([ jozeˈfiːnə ˈkøːbə] ; née le 3 juillet 1988 à Bensheim) est une femme politique (Parti social-démocrate d'Allemagne, SPD) et économiste allemande. Depuis 2024, elle est membre du Landtag de Hesse et secrétaire générale du SPD de Hesse.

## Biographie
Koebe a fréquenté le Altes Kurfürstliche Gymnasium à Bensheim et obtenu son diplôme en 2007. Elle a ensuite étudié l'économie internationale à l'université Eberhard Karl de Tübingen et a participé à un programme d'échange de deux semestres aux Sciences Po Paris. Après avoir obtenu sa licence en 2012, elle a étudié à l'université Humboldt de Berlin dans le programme de master Économie et l'a terminé en 2015,,.
De mars 2015 à octobre 2017, Koebe a travaillé en tant que chef adjoint du bureau parlementaire de l'ancienne coordinateur du groupe parlementaire SPD, Christine Lambrecht,,.
Koebe a ensuite entamé des études doctorales à l'université d'Hambourg et a obtenu son doctorat en 2023 avec une thèse intitulée "Unintended Yet Effective : Evidence from Policy Reforms in Early Childhood Education and Care, Education and Environmental Economics". De janvier 2018 à décembre 2021, dans le cadre de son doctorat, elle est assistante de recherche au sein de la division Éducation et famille à l'institut allemand d'études économiques (DIW) à Berlin,,.
D'octobre 2021 à mars 2024, elle a dirigé pour Fröbel Bildung und Erziehung gGmbH des coopérations de recherche dans le domaine de l'éducation précoce ainsi que le réseau de recherche et d'enseignement supérieur de l'entreprise,,.
Koebe est mariée et a quatre enfants,,. Elle est en relation avec le ministre de l'économie de Hesse, Kaweh Mansoori (SPD).

## Carrière politique
Koebe est membre du SPD depuis 2013. Elle a notamment été membre de l'exécutif du district Tempelhof-Schöneberg du SPD de Berlin pendant plusieurs années, de l'exécutif du Land de Arbeitsgemeinschaft Sozialdemokratischer Frauen (Association des femmes sociales-démocrates, ASF) de Berlin et de la commission du Land pour la jeunesse, l'éducation et la famille du SPD de Berlin,,.
En 2021, elle a été élue au gouvernement de la ville (Magistrat) de Bensheim en tant qu'adjointe honoraire à la maire (Stadträtin).  Elle est élue vice-présidente de la section locale du SPD la même année. Au sein de l'association départementale du SPD de la Bergstraße elle est élue vice-présidente le 6 novembre 2021 lors du congrès du parti à Wald-Michelbach et également présidente de l'ASF la même année. Depuis juillet 2023, elle est membre du comité directeur du Land de Hesse de la Sozialdemokratische Gemeinschaft für Kommunalpolitik (Communauté sociale-démocrate pour la politique communale, SGK). Le 2 septembre 2023, elle est élue au comité exécutif du district SPD de Hesse du Sud lors du congrès du parti à Offenbach,,.
En raison de son élection au Landtag, elle a quitté le gouvernement de la ville de Bensheim en décembre 2023. En raison de ses fonctions au niveau régional, elle renonce en 2025 à se représenter comme vice-présidente de la section locale du SPD à Bensheim, mais elle reste membre du bureau.

### Landtag de Hesse
Lors des élections régionales de 2023 en Hesse, elle se présente dans la circonscription Bergstraße II et a été élue au Landtag de Hesse via le liste du SPD, qui s'est constitué en janvier 2024,.
Elle y a été élue vice-présidente de la commission des budgets. Elle est également porte-parole du groupe SPD pour l'éducation de la petite enfance, membre de la sous-commission du contrôle financier et de la gestion administrative. Elle est également membre suppléante du Comité régional de l’aide à la jeunesse, du comité administratif du Théâtre d'État de Darmstadt et de la commission d’enquête 21/1 (COVID-19). Au début de la législature, elle a été membre de la commission de la science et de la culture pendant plusieurs mois,,.
Depuis 2024, elle est membre du conseil d'administration en tant que représentante du Land de Hesse, vice-présidente du comité des risques et des crédits et membre du comité WI-Bank de la Landesbank Hessen-Thüringen (Helaba),,.

### Secrétaire générale du SPD de Hesse
Le 9 mars 2024, elle a été élue secrétaire générale du SPD de Hesse lors du congrès du parti à Francfort-sur-le-Main,.